# ОШ „Светозар Радић” Текија
ОШ „Светозар Радић” у Текији наставља традицију основног образовања прве школе, отворене 1834. године, одмах по повлачењу Турака са ових простора. Школа је изграђена и финансирана средствима тадашњих становника.
Школа носи име по првоборцу Светозару Радићу, који је рођен у Текији 24. марта 1912. године и у овој школи био ђак до четвртог разреда.

## Историјат
Већ школске 1835/1836. године, школу је обишао проф. Петар Радовановић, први директор свих основних школа и у свом извештају спомиње мештанина Стојана Петровића, првог учитеља у Текији. По сачуваним подацима у Текији 1880. године, у основну школу било уписано 76 ученика, од чега је 26 било женске деце. 
До школске 1955/56. године школа је радила као четвороразредна, док се већ школске 1956/57. године уводи по први пут предметна настава у 5. и 6. разреду. Школске 1964/65. године дошло је до припајања овој матичној школи и две истурене школе које су до тада биле самосталне и то школа у Голом Брду и школа у Планиници. Школске 1963/64. године имала је 302 ученика од првог до осмог разреда, што представља највећи број од настанка школе до данас.

## Школа данас
У школи ради 13 наставника  у предметној, 4 у разредној настави и један васпитач предшколске деце, са укупно 62 ученикa. Они, заједно са директором, секретаром и помоћним особљем, доприносе да се настава у школи изводи у пријатној атмосфери, чистим и уредним  учионицама.